# Egomusicocefalo
Egomusicocefalo è un album di Sergio Caputo, pubblicato nel 1993 dalla CGD.

## Descrizione
Il ritorno alla casa discografica dove Caputo si affermò sin dal primo album Un sabato italiano dura lo spazio di una sola produzione, complice anche il cambio alla direzione artistica avvenuto pochissimo tempo prima della consegna del disco, che interrompe così l'avvio di un nuovo corso musicale che era stato concordato con i precedenti produttori. Tutto questo sarà decisivo per dirigersi verso l'autoproduzione e la fondazione dell'etichetta indipendente dall'emblematico nome Idiosyncrasy.
In questo album, Caputo si fa accompagnare da un bassista e un batterista, suonando la maggior parte degli strumenti, oltre ai cori, musica testi ed arrangiamenti, quasi tutti improntati verso il blues. La partitura complessiva resta piuttosto scarna, essenziale: gli stessi video realizzati, sia per "Scendi dalle nuvole", sia per "Sanguamaro", entrambi in bianco e nero, riflettono questa esigenza di volgere l'attenzione verso una sonorità priva di ogni ridondanza. Le parole sono invece fortemente evocative, con un gusto surreale che suggerisce un mondo da fumetti, nonostante la presenza di tematiche intimiste, e rimandano alle nevrosi dell'uomo medio civilizzato, probabilmente americano. La gamma musicale che compone le undici tracce è anch'essa testimone delle potenzialità artistiche di Sergio che, prossimo a stabilirsi negli Stati Uniti, si mostrerà attratto dalle diverse tradizioni musicali di quella terra, prima di tornare a suonare esclusivamente jazz.
Un caso particolare, probabilmente l'unico nella musica italiana, è la presenza di due brani dall'identico titolo senza alcun altro legame tra loro. Scendi dalle nuvole è il titolo delle prime due tracce: un classico blues che ha fatto anche da singolo apripista, e un funky jazz, dove predomina una tromba che torna nel brano conclusivo d'atmosfera Semplici emozioni. Un paio di brani rimandano a titoli di canzoni senza tempo: Un giorno di settembre rievoca la celebre September Morn di Neil Diamond, mentre Welcome to the wild side rimanda a Walk on the wild side di Lou Reed.
Quanto alla title track, che è anche il brano dove il linguaggio surreale viene esaltato al massimo, rappresenta un neologismo il cui significato non è stato chiarito: probabilmente riferito alla caratteristica di album da one man band, la parola suggerisce un individuo pensante dalla forte personalità e dedito alla musica. La copertina del disco ritrae Sergio che suona la chitarra indossando un sacchetto di cartone in testa. Probabile la citazione da una serie di strisce dei Peanuts dove Charlie Brown, in vacanza a un campeggio, è costretto per problemi psicologici a indossare un sacchetto che occulta il suo volto alla vista degli altri coetanei, e che sarà per lui un'insolita occasione di successo.

## Tracce
1. Scendi dalle nuvole
2. Scendi dalle nuvole 2
3. Un lentissimo rock
4. Abbracciami
5. Un giorno di settembre
6. Welcome to the wild side
7. Egomusicocefalo
8. Nel tunnel
9. Sanguamaro
10. Shaker
11. Semplici emozioni